# Inácio de São Caetano
Dom Frei Inácio de São Caetano, O.C.D. (Chaves, 31 de Julho de 1718 — Queluz, 29 de Novembro de 1788), foi um estudioso, teólogo e líder eclesiástico português. Foi nomeado o primeiro Bispo de Penafiel quando a diocese foi erigida pelo Papa Clemente XIV em 1770; quando a diocese foi suprimida oito anos depois, foi promovido a Arcebispo titular de Tessalónica.

## Biografia
Ainda adolescente, entrou para o Convento de Nossa Senhora dos Remédios, tornando-se frade carmelita descalço, em 1736. Seguiu então para Évora, para se formar em Filosofia, e depois para Coimbra, onde cursou Teologia.
Inácio de São Caetano ocupou muitos cargos de prestígio na corte portuguesa: inicialmente protegido de José de Bragança, Arcebispo de Braga, em 1759 foi nomeado confessor da Princesa da Beira (que mais tarde ascenderia ao trono como Maria I de Portugal).
Confessor do paço, foi membro da Real Mesa Censória, vindo a ser nomeado Bispo de Penafiel (1770) e Arcebispo titular de Tessalónica (1778). Continuou, no entanto, a viver em Lisboa, onde exerceu o cargo de Inquisidor-Geral de Portugal (1787).
A morte do Arcebispo de Tessalônica, como confessor da Rainha, em 1788, foi citada como um dos muitos fatores contribuintes (junto com a morte de seu marido Pedro III de Portugal em 1786, de seu filho e herdeiro José, Príncipe do Brasil e filha Mariana Vitória de Bragança em 1788, e o início da Revolução Francesa em 1789) que levaram à deterioração mental da Rainha que forçou seu herdeiro aparente sobrevivente e eventual sucessor, o Príncipe João, a assumir o governo em seu nome como regente.